# Troisvilles Communal Cemetery
Troisvilles Communal Cemetery is een Britse militaire begraafplaats gelegen in de Franse plaats Troisvilles (Noorderdepartement). De begraafplaats wordt onderhouden door de Commonwealth War Graves Commission.
De begraafplaats telt 17 geïdentificeerde Gemenebest graven uit de Eerste Wereldoorlog.